# Marcin Młynarczyk
Marcin Młynarczyk (ur. 11 lutego 1981 w Limanowej) – polski muzyk, multiinstrumentalista, kompozytor i architekt.
Współpracował i współpracuje z takimi artystami jak m.in. Marcin Świetlicki, Michał Zabłocki, Grzegorz Schneider, Gienek Loska, Małgorzata Tekiel, Artur Malik, Barbara Klicka. Karierę rozpoczął w Krakowie, koncertując z miejscowymi zespołami Blues Obsession, Soul Finger. W 2010 dołączył do zespołu Czarne Korki, z którym nagrał płytę „la, la, la”. Zespół w 2011 był nominowany do nagrody „Mateusze Trójki” w kategorii „Debiuty”.
W latach 2010–2016 był członkiem zespołu Gienek Loska Band, z którym, jako klawiszowiec, nagrał dwie płyty „Hazardzista” (2011), oraz „Dom” (2013). Jest współzałożycielem zespołu The Fuse, z którym nagrał dwie płyty EP, „The Fuse” (2013), oraz „Try it On” (2015). W 2014, został zaproszony przez Małgorzatę „Teklę” Tekiel, do zespołu Tajny, z którym nagrał płytę „Tajny” (2015). Jest kompozytorem muzyki do takich filmów jak m.in.: „Jotka. Jerzy Kędziora”, „Księżyc to żyd” (2011 – wraz z zespołem Yoda), „Skrzydła” (2014), „I tak wszystko widziałam” (2016).
Jest absolwentem Wydziału Architektury na Politechnice Krakowskiej. Czynny architekt. Mieszka w Toruniu.